# Banda Sycuan de la Nació Kumeyaay
La banda Sycuan de la Nació Kumeyaay és una tribu reconeguda federalment d'amerindis dels Estats Units kumeyaays o indis de missió al sud de Califòrnia, vora El Cajon, al comtat de San Diego.

## Reserva
La reserva Sycuan és una reserva índia federal. Les comunitats exteriors més properes són Harbison Canyon i Crest. Daniel Tucker és el seu portaveu tribal actual.
La banda gestiona dues plantes de tractament d'aigües residuals, un reactor discontinu seqüencial utilitzat pel seu casino, edificis administratius i edificis de manteniment. També operen una planta de tractament modular en una plana d'inundació prop d'una de les zones residencials. La tribu gestiona una planta de tractament d'aigua que controla els seus nivells de nitrat. A més, la tribu posseeix una petita clínica, un consultori dental, un cos de bombers i una petita força de policia tribal. El 2005 van eliminar el seu departament de medi ambient per raons polítiques i econòmiques. El 2004, es va instal·lar un nou sistema d'aire condicionat, sistemes de control intern i un nou parking.

## Desenvolupament econòmic
El moviment cap als jocs de casino en la reserva Sycuan Band va ser encapçalat per l'expresidenta de la Banda Sycuan Ana Prieto Sandoval. La banda Sycuan va obrir el seu primer centre de jocs d'atzar, el Bingo Palace Sycuan, a la seva reserva en 1983. Com una evolució directa d'aquesta empresa reeixida, que ara té un casino rendible, un camp de golf fora de la reserva (comprat a un amo anterior) i un hotel (nova construcció en el lloc de camp de golf) als afores del sud-est d'El Cajon, un suburbi de l'est de San Diego (Califòrnia). La banda Sycuan no és l'única banda de l'àrea de San Diego que gestiona empreses comercials importants fora de les reserves.
La banda Sycuan va comprar al centre de Sant Diego l'U. S. Grant Hotel el 2003. També patrocina en gran manera el San Diego Padres, equip de beisbol de les Grans Lligues (incloent-hi anuncis de televisió i ràdio durant transmissions dels partits, i publicat en la publicitat PETCO Park, el camp de l'equip).

### Institut Sycuan de Joc Tribal
La banda Sycuan també proporciona una investidura per donar suport a l'Institut Sycuan de Joc Tribal, un institut de recerca a la Universitat Estatal de San Diego.